# S/2004 S 34
S/2004 S 34 постійна назва Saturn LXIV — природний супутник Сатурна. Відкритий Скоттом Шеппардом, Девідом Джуїттом та Дженом Кліна 8 жовтня 2019 року після спостережень, проведених у період з 12 грудня 2004 року по 21 березня 2007 року. У серпні 2021 року отримав свою постійну назву.
Діаметр S/2004 S 34 — близько 3 км, велика піввісь — 24 358 900 км, орбітальний період — 1412,5 земної доби, обертається навколо Сатурна з прямим напрямком під нахилом 165,7° до площини екліптики, ексцентриситет орбіти — 0,267.